# Patquía
Patquía är en kommunhuvudort i Argentina.   Den ligger i provinsen La Rioja, i den centrala delen av landet, 1 000 km nordväst om huvudstaden Buenos Aires. Patquía ligger 435 meter över havet och antalet invånare är 1 808.
Terrängen runt Patquía är platt, och sluttar brant österut. Trakten runt Patquía är nära nog obefolkad, med mindre än två invånare per kvadratkilometer..
Omgivningarna runt Patquía är i huvudsak ett öppet busklandskap.